# Robert Fogel
 (janvier 2019).
Si vous disposez d'ouvrages ou d'articles de référence ou si vous connaissez des sites web de qualité traitant du thème abordé ici, merci de compléter l'article en donnant les références utiles à sa vérifiabilité et en les liant à la section « Notes et références ».
Pour les articles homonymes, voir Fogel.
Robert William Fogel, né le 1er juillet 1926 à New York, et mort le 11 juin 2013 à Oak Park (Illinois), est un économiste américain, spécialisé dans l'histoire économique. Ses travaux ont été couronnés en 1993, avec ceux de Douglass North, par le Prix de la Banque de Suède.

## Parcours
Fogel passe son Bachelor à l'université Cornell en 1948, puis son Master à l'université Columbia en 1960. Enfin, il accède au rang de PhD à l'université Johns-Hopkins en 1963. Par la suite, Fogel va enseigner à l'université Johns-Hopkins (1958-1959), à l'université de Rochester (1960-1965 et 1968-1975), à l'université de Chicago (1964-1975 et 1981-) et à l'Université Harvard (1975-1981). 
Fogel a été élu à l' Académie américaine des arts et des sciences en 1972, à l' Académie nationale des sciences en 1973, et à l' American Philosophical Society en 2000.
Fogel s'est marié à Enid Cassandra Morgan en 1949 et a eu avec elle deux enfants.

## Principaux travaux
Robert Fogel est connu comme un des principaux défenseurs de l'application des méthodes quantitatives à l'histoire, connue aussi sous le nom de cliométrie. Un de ses travaux les plus fameux et les plus controversés est exposé dans son livre Time on the Cross, coécrit avec Stanley Engerman, et paru en 1974. Dans cet ouvrage, en s'appuyant sur une étude quantitative de l'esclavagisme américain, il montre que les conditions de vie des esclaves noirs américains qui vivaient dans le Sud, étaient meilleures que celles des ouvriers dans les industries du Nord des États-Unis. Fogel fonde son propos sur une analyse détaillée des registres et enregistrements tenus dans les plantations, et en conclut que les esclaves travaillaient moins, étaient mieux nourris, et n'étaient fouettés qu'occasionnellement.
Ses travaux récents (2004) s’intéressent au lien entre la meilleure alimentation de la population et les gains de productivité dans l'industrie. De ces travaux il ressort que la simple amélioration de l’alimentation des individus pourrait expliquer le tiers de la croissance britannique entre 1790 et 1980.

## Controverses
Time on the Cross a provoqué une tempête de controverses et de protestations. Beaucoup ont considéré par erreur[non neutre] Fogel comme un apologiste de l'esclavagisme. En fait, Fogel a répondu à ces critiques qu'il fallait considérer ses travaux, non dans une perspective morale, mais dans une optique purement économique.
Il décrit économiquement l'esclavagisme comme un « système d'emploi à vie ». Dans ce système, « l'employeur » a l'obligation de rémunérer ses « employés » durant les périodes creuses. Si les concurrents attirent les « salariés » chez eux une fois les beaux jours revenus, le contrat ne peut tenir. 
Malgré le système coercitif pour empêcher les évasions, il montre que les conditions de vie se devaient d'être économiquement acceptables pour maintenir la main d'œuvre compte tenu de la carence en main d'œuvre (d'où sa comparaison avec les conditions de vie des noirs américains des villes industrielles du Nord).
Le but de cette recherche était de réfuter l'idée commune selon laquelle le système économique de l'esclavage était voué à disparaître (au-delà des résultats de la Guerre de Sécession) : le prix des esclaves en hausse (car fin du commerce triangulaire) et la chute tendancielle des prix du coton aurait détruit sa rentabilité. Robert Fogel affirme que ces éléments étaient largement compensés par la hausse de la productivité. Ainsi, il montre que la disparition de l'esclavagisme est seulement imputable à une volonté politique, mais aucunement à l'essoufflement du système économique esclavagiste.